# Cytheropteron foresteri
Cytheropteron foresteri är en kräftdjursart som beskrevs av Brouwers 1994. Cytheropteron foresteri ingår i släktet Cytheropteron och familjen Cytheruridae. Inga underarter finns listade i Catalogue of Life.